# Saint-Germain-des-Grois
Saint-Germain-des-Grois – miejscowość i gmina we Francji, w regionie Normandia, w departamencie Orne.
Według danych na rok 1990 gminę zamieszkiwały 202 osoby, a gęstość zaludnienia wynosiła 19 osób/km² (wśród 1815 gmin Dolnej Normandii Saint-Germain-des-Grois plasuje się na 684. miejscu pod względem liczby ludności, natomiast pod względem powierzchni na miejscu 468.).